# Ардуч, Барыш
Барыш Ардуч (тур. Barış Arduç; род. 9 октября 1987 года) — турецкий актёр театра, кино и телевидения

## Профессиональная карьера
Первой работой Барыша Ардуча была спасатель на воде, где он проработал в районе Шиле, Стамбул в течение 8-ми лет (2005—2013).

В 2007 году он окончил курсы актёрского мастерства в Стамбуле в Семейном театре Садри, после встречи с Айла Алган, он начинает карьеру театрального актёра в 2009—2011, в Стамбуле.
С 2011 года начал карьеру телевизионного и кино актёра. В 2011 году снялся в трех сериалах на разных каналах. Первый сериал — Маленькая леди (тур.- Küçük Hanımefendi), второй — Послушай, дорогой (тур. Dinle Sevgili"), и третий Лихая семёрка (тур. Pis Yedili).

В 2012—2014 году участвовал в сериале с высоким рейтингом Не беспокойтесь за меня (тур. Benim İçin Üzülme). В 2013—2014 году выходит сериал также с высоким рейтингом Придворные сегодня (тур. Bugünün Saraylısı).
В 2014 году снялся в двух кинофильмах Только ты (тур. Sadece Sen) и Дуреха (тур. Deliha). В 2015 году начался показ сериала Ракон: Для моей семьи (тур. Racon: Ailem İçin), но съёмки прекратились после 4-й серии. В июне 2015 года стартовал сериал Любовь напрокат (тур. Kiralık Aşk), где Ардуч получил свою первую главную роль. Роль богатого дизайнера обуви Омера Ипликчи принесла ему известность, как в Турции так и за её пределами. Ардуч получил награды в течение съёмок первого сезона 2015—2016.
В ноябре 2016 года Ардуч получил очередную награду «Лучший комедийный актёр» на кинопремии Турции «Золотая бабочка». В ноябре 2017 года он сыграл главную роль в фильме «Время счастья».
В 2019 году Барыш Ардуч получил свою третью главную роль в своей карьере в сериале «Кузгун» — это драматический турецкий телевизионный сериал, который начал транслироваться на телеканале Star TV 13 февраля 2019:
Первая серия вышла на экраны 13 февраля 2019 г. Последняя серия: 16 октября 2019 г.
В 2020 году стал приглашенной звездой на 5 эпизодов в рейтинговом драматическом сериале «Чукур».
В том же году заключил контракт с международной диджитал платформой «Netflix» получив одну из главных ролей в сериале «Kulüp».
В 2021 году заключает контракт с государственным каналом TRT1 и получает главную роль в историческом сериале : Альпарслан: Великие Сельджуки (Alparslan Buyuk Selcuklu). Исполняя роль 2-го Великого султана Сельджуського государства. Дата выхода первой серии: 8 ноября 2021 сериал на данный момент в производстве транслируется по понедельникам.
Эта роль подняла актёра на новую ступень в карьере. Проект считается самым успешным стартом осеннего сезона 2021 года получая рейтинг каждой серии выше 8.

## Фильмография
| Кинофильм | Кинофильм        | Кинофильм             | Кинофильм | Кинофильм    | Кинофильм         | Кинофильм         | Кинофильм    |
| Год       | Русское название | Оригинальное название | Роль      | Режиссёр     | Заметки           | Продолжительность | IMDb Рейтинг |
| --------- | ---------------- | --------------------- | --------- | ------------ | ----------------- | ----------------- | ------------ |
| 2014      | Только ты        | Sadece Sen            | Emin      | Hakan Yonat  | Boyut Film        | 105 мин           | 7/10         |
| 2014      | Делиха           | Deliha                | Cemil     | Hakan Algül  | BKM Film          | 107 мин           | 4.7/10       |
| 2017      | Время счастья    | Mutluluk Zamanı       | Mert      | Şenol Sönmez | NULOOK production | 107 мин           | 8.6/10       |

| ТВ Сериал | ТВ Сериал               | ТВ Сериал             | ТВ Сериал             | ТВ Сериал                                   | ТВ Сериал    | ТВ Сериал                                             | ТВ Сериал    |
| Год       | Русское название        | Оригинальное название | Роль                  | Режиссёр                                    | ТВ Канал     | Заметки                                               | IMDb Рейтинг |
| --------- | ----------------------- | --------------------- | --------------------- | ------------------------------------------- | ------------ | ----------------------------------------------------- | ------------ |
| 2011      | Маленькая леди          | Küçük Hanımefendi     | Cenk                  | Özer Kızıltan                               | TRT 1        | 1.Сезон, 40 Серий                                     | -            |
| 2011      | Слушай, Дорогой         | Dinle Sevgili         | Hakan                 | Irmak Çığ , Fulya Yavuzoğlu, Mehtap Köroğlu | Fox TV       | 1.Сезон, 56 Серий                                     | 3.8/10       |
| 2011      | Лихая семёрка           | Pis Yedili            | Sinan                 | Süleyman Seçik                              | Show TV      | 1.Сезон, 35 Серий 2.Сезон, 34 Серии 3.Сезон, 30 Серий | 2.2/10       |
| 2012-2014 | Не беспокойтесь за меня | Benim İçin Üzülme     | Ahmet Avcıoğlu        | Mahsun Kırmızıgül, Serkan Birinci           | ATV, Show TV | 1.Сезон, 32 Серии 2.Сезон, 23 Серии                   | 7.5/10       |
| 2013-2014 | Придворные сегодня      | Bugünün Saraylısı     | Selim Bayraktar       | Kudret Sabancı, Bahadır İnce                | ATV          | 1.Сезон, 31 Серия 2.Сезон, 5 Серий                    | 7.4/10       |
| 2014      | Папа Дандинисты         | Dada Dandinista       | Самого себя — TV Host | -                                           | Star TV      | 1.Сезон, 30 Серий Ток-шоу (1 серия)                   | 6.5/10       |
| 2015      | Ракон: Для моей семьи   | Racon: Ailem İçin     | Tekin Atan            | Mehmet Ada Öztekin                          | ATV          | 1.Сезон, 4 Серии                                      | 5/10         |
| 2015-2017 | Любовь напрокат         | Kiralık Aşk           | Ömer İplikçi          | Metin Balekoğlu, Barış Yöş , Şenol Sönmez   | Star TV      | 1.Сезон, 52 Серии 2.Сезон, 17 Серий                   | 7/10         |

## Награды и Номинации
| Номинации и Награды | Номинации и Награды                                                                           | Номинации и Награды                                                                               | Номинации и Награды         | Номинации и Награды |
| Год                 | Компания                                                                                      | Категория                                                                                         | Сериал — Фильм              | Результат           |
| ------------------- | --------------------------------------------------------------------------------------------- | ------------------------------------------------------------------------------------------------- | --------------------------- | ------------------- |
| 2015                | KKTC Cypaparazzi En İyiler ÖDÜLLERİ                                                           | En İyi Erkek Oyuncu(Dizi) Лучший телевизионный актёр                                              | Kiralık Aşk Любовь напрокат | Победа              |
| 2015                | Kristal Fare ÖDÜLLERİ Хрустальная мышь                                                        | En İyi Erkek Oyuncu(Dizi) Лучший телевизионный актёр                                              | Kiralık Aşk Любовь напрокат | Номинация           |
| 2015                | GQ Türkiye ÖDÜLLERİ GQ Турция                                                                 | GQ Men of The Year 2015 GQ Мужчина Года 2015                                                      | GQ                          | Победа              |
| 2015                | 42. Panten Altın Kelebek ÖDÜLLERİ 42я Золотая бабочка                                         | En Yakışan Çifti (Defne-Ömer) Лучшая телевизионная пара (Дефне — Омер)                            | Kiralık Aşk Любовь напрокат | Победа              |
| 2015                | İTÜ EMÖS Achievement ÖDÜLLERİ Стамбульский Технический Университет                            | Yılın En Başarılı Erkek Dizi Oyuncusu Самый успешный телевизионный актёр                          | Kiralık Aşk Любовь напрокат | Номинация           |
| 2015                | Karadeniz Teknik Üniversitesi Medya ÖDÜLLERİ Караденизский Технический Университет            | En Beğenilen Erkek Oyuncu Наиболее почитаемый телевизионный актёр                                 | Kiralık Aşk Любовь напрокат | Номинация           |
| 2015                | İTÜ İşletme Mühendisliği Kulübü Sosyal Medya ÖDÜLLERİ Стамбульский Технический Университет    | En İyi Erkek Oyuncu(Dizi) Лучший телевизионный актёр                                              | Kiralık Aşk Любовь напрокат | Победа              |
| 2015                | Ege Üniversitesi Medya ÖDÜLLERİ Эгейский Университет                                          | En İyi Erkek Dizi Oyuncusu Лучший телевизионный актёр                                             | Kiralık Aşk Любовь напрокат | Победа              |
| 2015                | Yıldırım Beyazıt Üniversitesi Medya ÖDÜLLERİ Йилдирим Бейязит Университет                     | En İyi Erkek Dizi Oyuncusu Лучший телевизионный актёр                                             | Kiralık Aşk Любовь напрокат | Номинация           |
| 2015                | Ayaklı Gazete TV Yıldızları ÖDÜLLERİ ТВ Газета звезд                                          | En İyi Gençlik Dizisi Erkek Oyuncu Лучший молодой телевизионный актёр                             | Kiralık Aşk Любовь напрокат | Победа              |
| 2015                | Yıldız Teknik Üniversitesi Stars ÖDÜLLERİ Йилдизский Технический Университет                  | En Beğenilen Erkek Dizi Oyuncusu Самый почитаемый телевизионный актёр                             | Kiralık Aşk Любовь напрокат | Победа              |
| 2015                | Elele Avon Kadın ÖDÜLLERİ Женщины вместе с AVON                                               | Yılın İlham Veren Erkek Oyuncusu Самый вдохновляемый телевизионный актёр                          | Kiralık Aşk Любовь напрокат | Победа              |
| 2015                | Makinistanbul Medya, Sanat ve Spor ÖDÜLLERİ Большой Стамбул Медиа , Искусство и Спорт         | En İyi Dizi Çifti (Defne-Ömer) Лучшая телевизионная пара (Дефне — Омер)                           | Kiralık Aşk Любовь напрокат | Победа              |
| 2016                | Cosmopolitan Turkey ÖDÜLLERİ Космополитан Турция                                              | EN İYİ ERKEK DİZİ OYUNCUSU Лучший телевизионный актёр                                             | Kiralık Aşk Любовь напрокат | Победа              |
| 2016                | İstanbul Gelişim Üniversitesi Medya ÖDÜLLERİ Стамбульский Университет Эволюции                | En İyi Erkek Oyuncu Лучший телевизионный актёр                                                    | Kiralık Aşk Любовь напрокат | Победа              |
| 2016                | Yeditepe Üniversitesi Dilek ÖDÜLLERİ Йедитепский Университет                                  | En İyi Erkek Oyuncu Лучший телевизионный актёр                                                    | Kiralık Aşk Любовь напрокат | Победа              |
| 2016                | Türkiye Gençlik ÖDÜLLERİ Молодые таланты Турции                                               | En İyi Erkek Dizi Oyuncusu Лучший телевизионный актёр                                             | Kiralık Aşk Любовь напрокат | Победа              |
| 2016                | Derimod ÖDÜLLERİ Деримод                                                                      | En İyi Reklam Filmi ÖDÜLLERİ Лучшая телевизионная реклама                                         | Derimod Деримод             | Победа              |
| 2016                | İstanbul Aydın Üniversitesi İletişim ÖDÜLLERİ Стамбульский Интеллектуальный Университет       | Yılın En İyi Çıkış Yapan Erkek Oyuncusu Лучший телевизионный актёр                                | Kiralık Aşk Любовь напрокат | Победа              |
| 2016                | Gazetecileri Derneği ÖDÜLLERİ Ассоциация журналистов Altın Objektif ÖDÜLLERİ Золотой Объектив | En İyi Romantik ve Komedi Dizisi Erkek Oyuncu Лучший романтичный и комедийный телевизионный актёр | Kiralık Aşk Любовь напрокат | Победа              |
| 2016                | TelevizyonDizisi.com 2016 ÖDÜLLERİ Телевизионные Сериалы 2016                                 | En İyi Erkek Oyuncu Лучший телевизионный актёр                                                    | Kiralık Aşk Любовь напрокат | Победа              |
| 2016                | TelevizyonDizisi.com 2016 ÖDÜLLERİ Телевизионные Сериалы 2016                                 | En İdeal dizi çifti (Defne-Ömer) Лучшая телевизионная пара (Дефне — Омер)                         | Kiralık Aşk Любовь напрокат | Победа              |
| 2016                | 43. Panten Altın Kelebek ÖDÜLLERİ 43я Золотая бабочка                                         | En İyi Komedi Dizisi Erkek Oyuncu Лучший телевизионный комедийный актёр                           | Kiralık Aşk Любовь напрокат | Победа              |
| 2016                | GQ Türkiye ÖDÜLLERİ GQ Турция                                                                 | GQ Men of The Year 2016 GQ Мужчина Года 2016                                                      | GQ                          | Победа              |

## Реклама на телевидении и в печатных изданиях
| Реклама и Журнальный репортаж | Реклама и Журнальный репортаж | Реклама и Журнальный репортаж | Реклама и Журнальный репортаж | Реклама и Журнальный репортаж | Реклама и Журнальный репортаж |
| Год                           | Русское название              | Оригинальное название         | Вид                           | Автор                         | Заметки                       |
| ----------------------------- | ----------------------------- | ----------------------------- | ----------------------------- | ----------------------------- | ----------------------------- |
| 2015                          | Деримод                       | Derimod                       | Обувь                         | Ömer Faruk Sorak              | Böcek Yapım                   |
| 2015                          | Стильное время                | Stylish Times                 | Журнал                        | Aysegul Uluc                  | Обложка журнала & Интервью    |
| 2015                          | Космополитан                  | Cosmopolitan                  | Журнал                        | -                             | Обложка журнала & Интервью    |
| 2015                          | Маркетинг Европы и Анатолии   | Marketing Europe & Anatolia   | Журнал                        | -                             | Обложка журнала & Интервью    |
| 2016                          | Жизнь Стамбула                | Istanbul Life                 | Журнал                        | Ana Sayfa                     | Обложка журнала & Интервью    |
| 2016                          | GQ Турция                     | GQ                            | Журнал                        | Serhat Burak Kuru             | Обложка журнала & Интервью    |
| 2016                          | Vogue Турция                  | Vogue                         | Журнал                        | Gözde Atakoglu, Mina Tanay    | Обложка журнала & Интервью    |
| 2016                          | Свободное воскресенье         | Hürriyet Pazar                | Журнал                        | Hakan Gence, Muhsin Akgün     | Обложка журнала & Интервью    |
| 2016                          | Гаранти Банк                  | Garanti Bankasi               | Банк                          | Bora Egemen                   | Реклама банковской программы  |
| 2016                          | GQ Турция                     | GQ                            | Журнал                        | -                             | Обложка журнала & Интервью    |